# Кацукава Сюнко

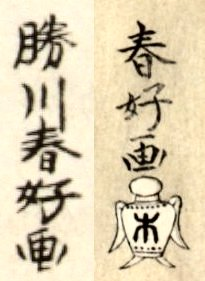
Подписи Кацукавы Сюнко, слева: “Кацукава Сюнко га” (勝川　春好　画), и справа: “Сюнко га” (春好　画)

Кацукава Сюнко (яп. 勝川 春好 Кацукава Сюнко:, 1743—1812) — японский художник, мастер классического периода искусства укиё-э.

## Биография и творчество
Кацукава Сюнко - один из известнейших учеников мастера Кацукавы Сюнсё. Как и его учитель, Кацукава Сюнко специализировался в жанре театральной гравюры (якуся-э). В конце 1780-х годов художник перенёс удар, приведший к параличу правой руки, с того времени Кацукава Сюнко мог пользоваться только левой рукой.
Чаще всего актёров кабуки Кацукава Сюнко изображал в амплуа оннагата (исполнители женских ролей) в окружении других актёров и музыкантов. Кацукава Сюнко добился успеха в крупных погрудных портретах окуби-э, размещаемых им на веерах и плакатах. Ему принадлежит введение нового типа изображения - огао-э (большие лица), в котором лицо актёра заполняло всё пространство композиции. Лица, изображаемые Кацукавой Сюнко, отличаются психологизмом и характером.
К другим сюжетам работ Кацукавы Сюнко относятся изображения красавиц и борцов сумо. Последняя тема была любимой у его учителя Кацукавы Сюнсё, вслед за ним Сюнко также создал множество гравюр сумо-э.

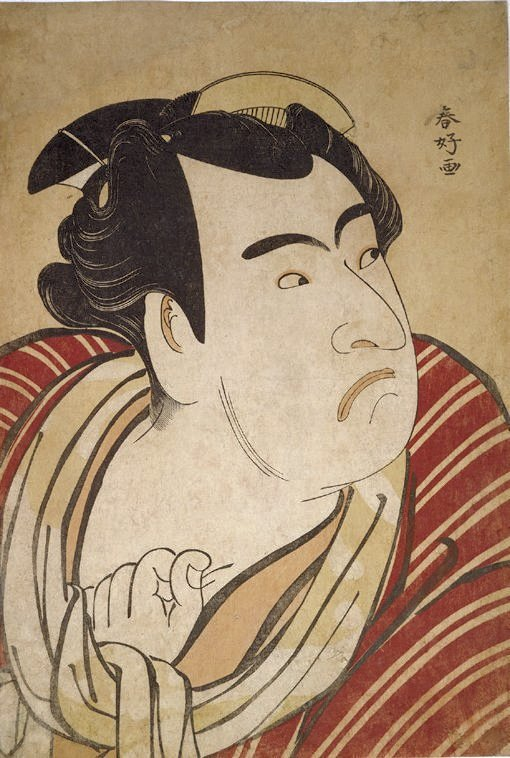
Большой портрет (окуби-э) актёра кабуки Мацумото Косиро IV в роли Цуруносукэ. Кацукава Сюнко